# Bustul col. farmacist C. Merișanu din București
Bustul col. farmacist C. Merișanu din București este un monument istoric aflat pe teritoriul municipiului București.